# Vandenbroek, Wisconsin
Vandenbroek là một thị trấn thuộc quận Outagamie, tiểu bang Wisconsin, Hoa Kỳ. Năm 2010, dân số của thị trấn này là 1.441 người.